# Gare centrale de La Haye
Ne doit pas être confondu avec Gare de La Haye-HS.
La gare centrale de La Haye (en néerlandais, station Den Haag Centraal, prononcé : [staːˈʃɔn dɛn ˌɦaːx sɛnˈtraːl]) ou La Haye-Central (Den Haag Centraal), dite aussi La Haye CS (Den Haag CS, pour Centraal Station), est l'une des deux principales gares ferroviaires, avec la gare de La Haye-HS, de la ville néerlandaise de La Haye. Elle est la plus fréquentée des deux, avec 27,8 millions de passagers lors du cycle annuel 2013-2014, ce qui la place au 4e rang au niveau national.

## Situation ferroviaire
La gare est située sur la ligne de Gouda à La Haye via Zoetermeer, avec un raccordement vers la ligne d'Amsterdam à Rotterdam via Haarlem, Leyde et Delft.

## Histoire

### Construction

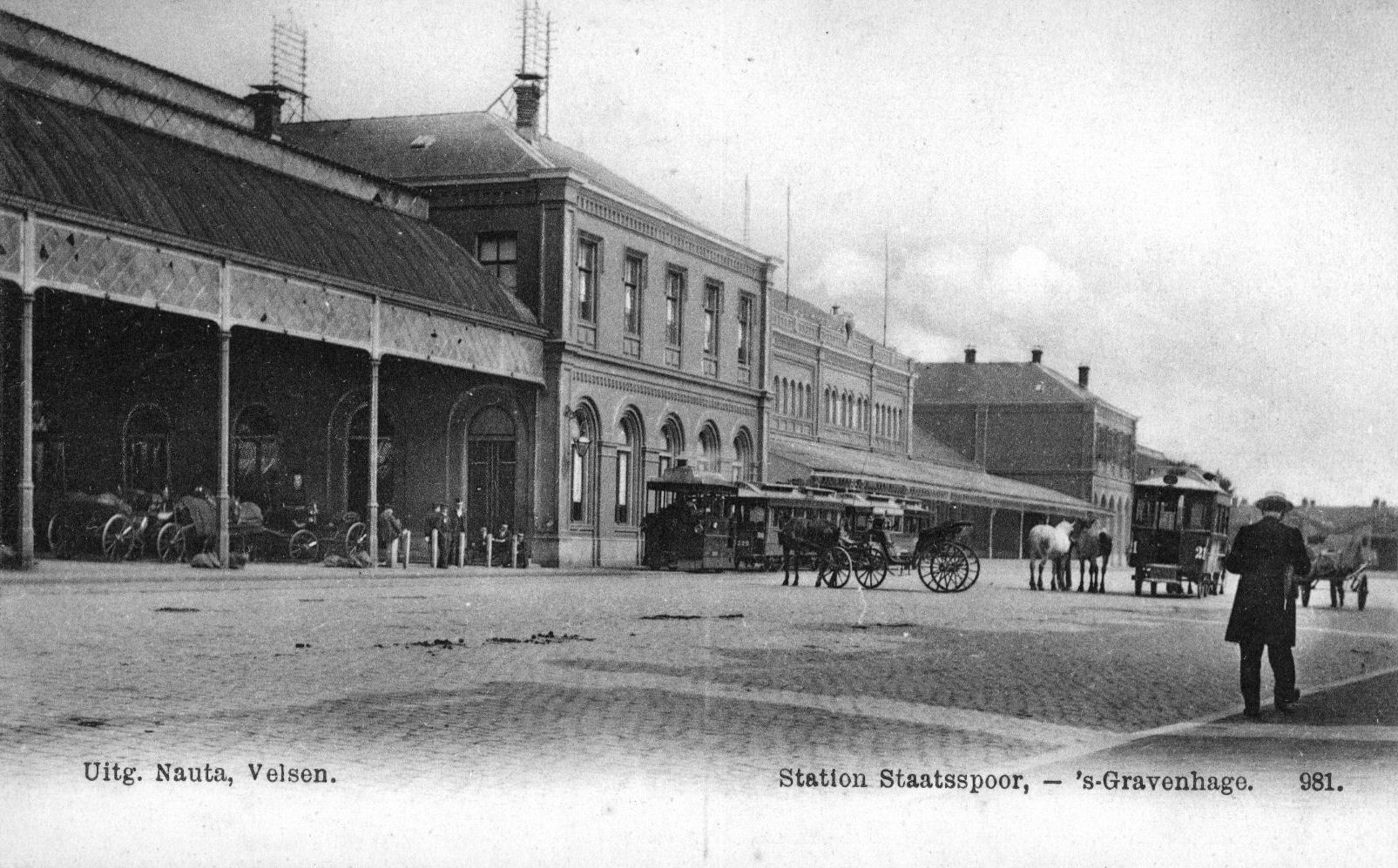
La gare de Staatsspoor au début du XXe siècle.

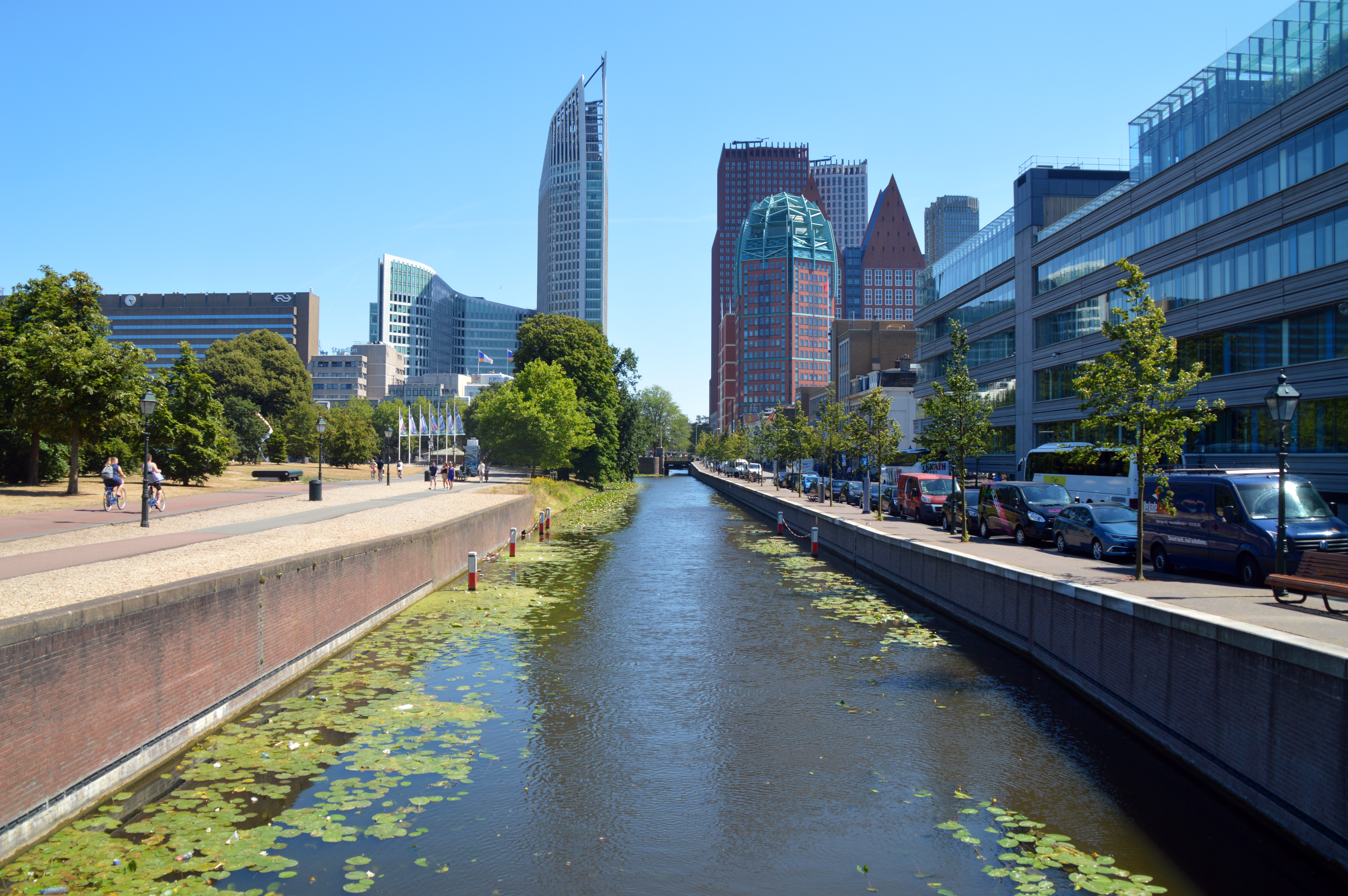
Le quartier des ministères, avec la gare centrale à gauche, en 2018.

La gare, construite à côté d'une ancienne gare de la ville, Staatsspoor, est inaugurée en partie en 1973 et achevée en 1975. L'inauguration finale prend place en 1976 en présence de la princesse Beatrix et de son mari Claus von Amsberg. Elle change officiellement de nom le 29 mai 2000, passant de Den Haag CS (pour Centraal Station) à Den Haag Centraal.

### Rénovation
La rénovation de la gare et la revitalisation du quartier, décidée au début des années 2010, passe par la restructuration et modernisation de la gare pour atteindre les 250 000 voyageurs par jour à moyen terme.
La gare rénovée est inaugurée par la secrétaire d'État aux Infrastructures et aux Eaux Sharon Dijksma et le bourgmestre Jozias van Aartsen le 1er février 2016, suivie d'un garage à vélos sous la Koningin Julianaplein voisine, quatre ans plus tard. Le quartier reste en travaux, avec notamment la construction de grattes-ciel jusqu'en 2025.

## Service des voyageurs
Une nouvelle zone réservée aux bus est mise en service en 2019 afin de faciliter leur utilisation.

### Accueil

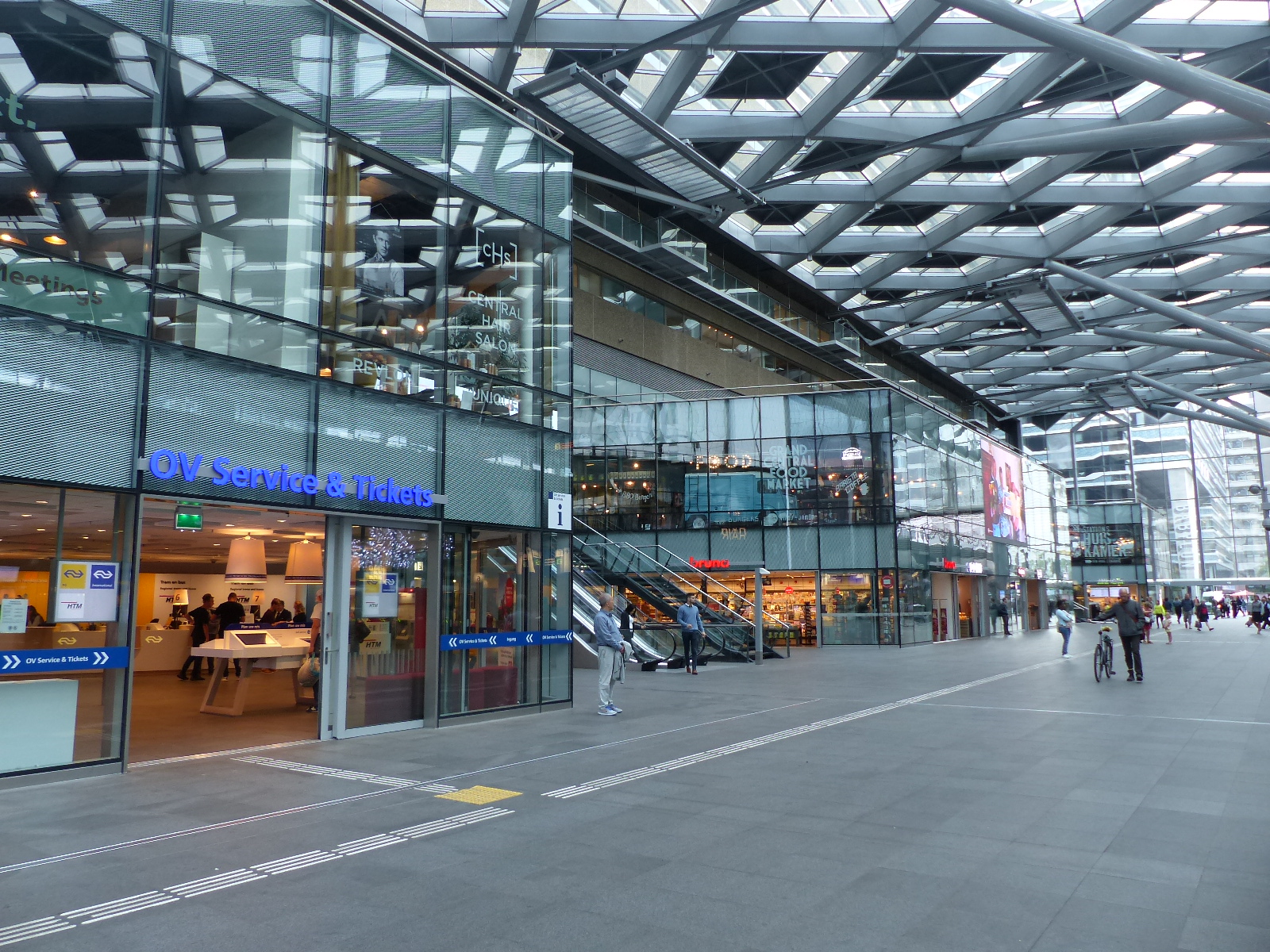
Le hall central de la gare.

La gare centrale de La Haye est pourvue de diverses enseignes commerciales, dont plusieurs établissements de restauration.

## Desserte

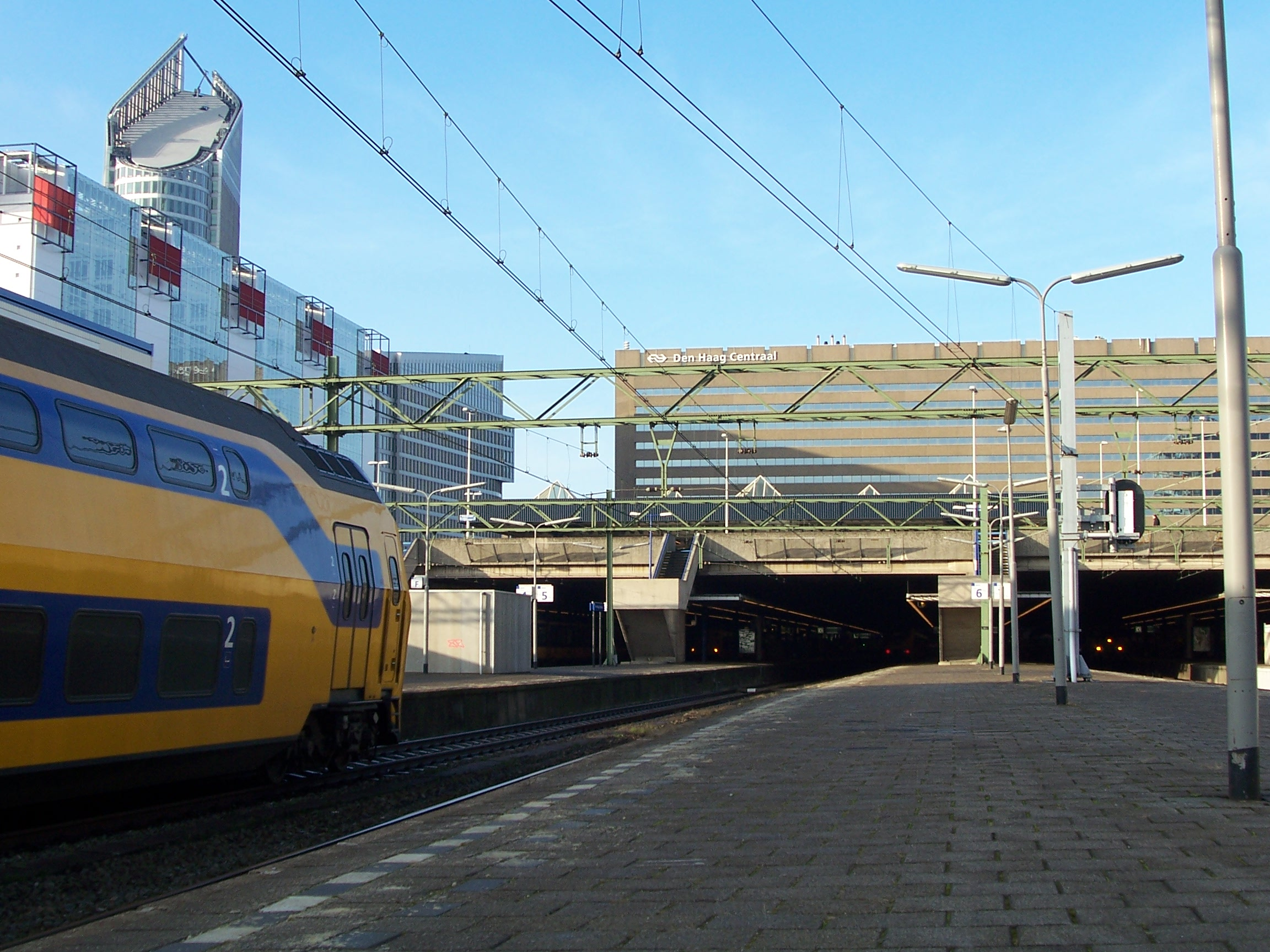
Arrivée d'un train Intercity en 2007.

La gare centrale de La Haye est une gare de type terminus, d'où partent à intervalles réguliers des trains régionaux (Sprinter) et nationaux (Intercity) de la société des chemins de fer néerlandais, Nederlandse Spoorwegen (NS), vers les grandes villes des Pays-Bas. Il s'agit notamment des lignes :
- Gouda, Utrecht-Central, Groningue/Enschede ;
- Leyde-Central, Haarlem, Alkmaar, Hoorn, Schiphol-Aéroport, Amsterdam-Central ;
- Rotterdam-Central, Dordrecht (Eindhoven), Venlo/Rosendael.

Bien qu'elle ne soit desservie par aucune liaison internationale à grande vitesse, la gare centrale de La Haye accueille les services de vente et d'information de NS Hispeed pour La Haye.

### Intermodalité

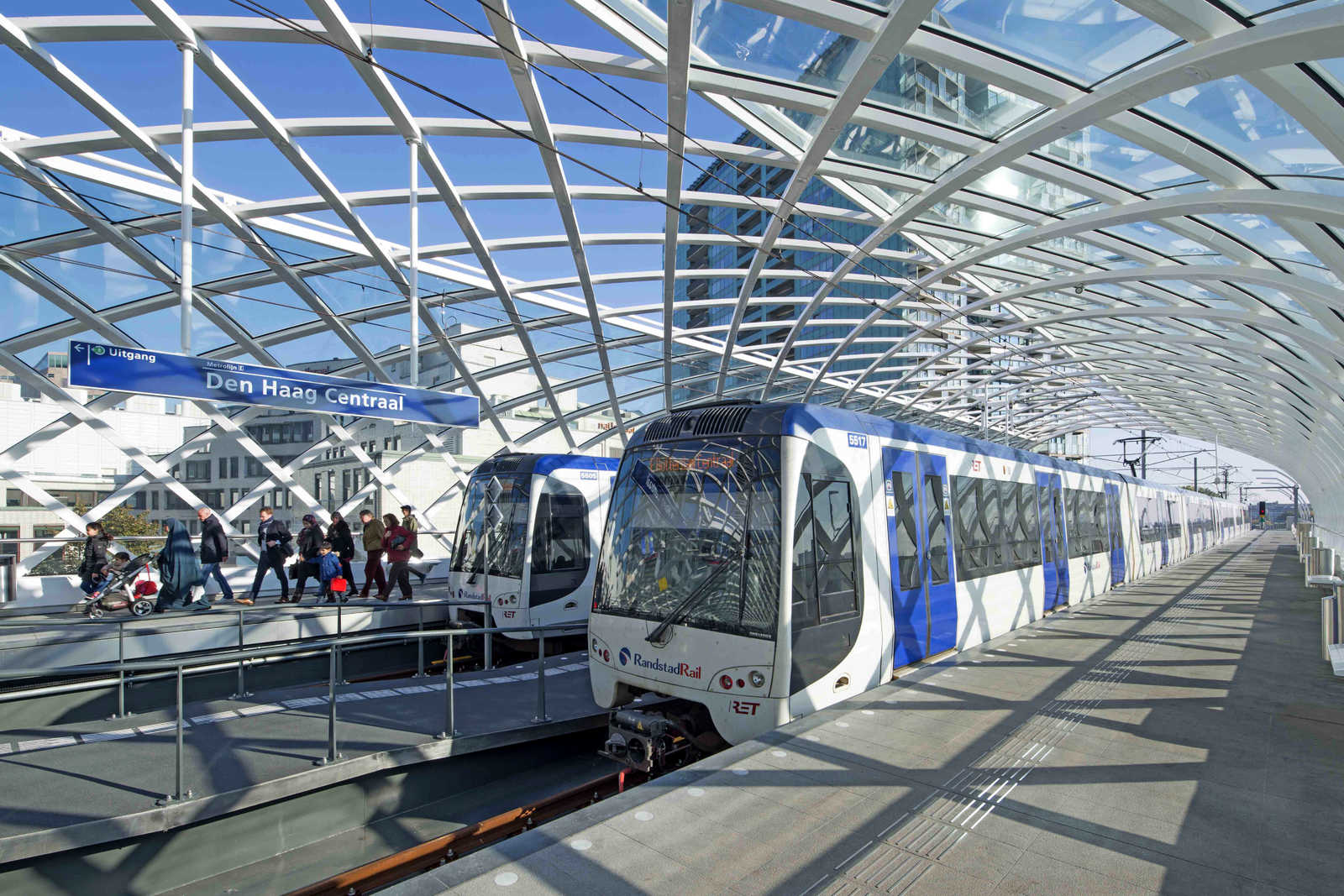
Rames RSG3 de Bombardier à quai à la station La Haye-Central, terminus nord de la ligne E du métro de Rotterdam. Inaugurée en août 2016, cette station en implantée en viaduc au-dessus des quais des bus, au sein du pôle d'échanges. Le terminus de la ligne E étant auparavant les voies 11 et 12 de la gare centrale, ce transfert vers une station spécifique augmente donc la capacité d'accueil de trains en gare grâce à la récupération de ces voies.

La gare est desservie par le tramway de La Haye, la ligne E du métro de Rotterdam (au sein du réseau RandstadRail), le métro léger et les bus de La Haye. Une partie du campus de l'université de Leyde à La Haye, ainsi que des logements étudiants, se trouve à proximité immédiate de la gare.